# Silene astrachanica
Silene astrachanica là loài thực vật có hoa thuộc họ Cẩm chướng. Loài này được (Pacz.) Takht. miêu tả khoa học đầu tiên năm 1975.